# Combemgogo
Combemgogo est une commune rurale située dans le département de Diabo de la province du Gourma dans la région de l'Est au Burkina Faso.

## Géographie
Commune relativement excentrée dans le Sud du département, Combemgogo est situé à 25 km au Sud de Diabo, le chef-lieu du département, et à 11 km au Sud de Saatenga.

## Santé et éducation
Combemgogo possède un dispensaire isolé, mais est le centre de santé et de promotion sociale (CSPS) le plus proche du village est celui de Saatenga.